# José María Revuelta Prieto
José María Revuelta Prieto   (Zamora, 19 d'octubre de 1916 - Madrid, 15 d'octubre de 2006) va ser un polític i alt funcionari espanyol.
Llicenciat en Dret, va ingressar per oposició en el Cos d'Advocats de l'Estat el 1945. Va exercir com a tal successivament en Salamanca i Alacant. La seva carrera política el va portar a ocupar el Govern Civil de  Còrdova entre 1949 i 1955. Va ser director general de Radiotelevisió espanyola entre 1957 i 1962, coincidint amb els primers anys d'emissió de Televisió espanyola i la seva transformació d'un luxe residual a fenomen sociològic al país.
El 1966 va entrar a formar part del  Consell d'Estat. A més va ser procurador de Corts entre 1958 i 1967.
Va ser president de la Reial Federació Espanyola d'Atletisme entre el 14 de gener i el 26 de juliol de 1957.